# Lofoscopia

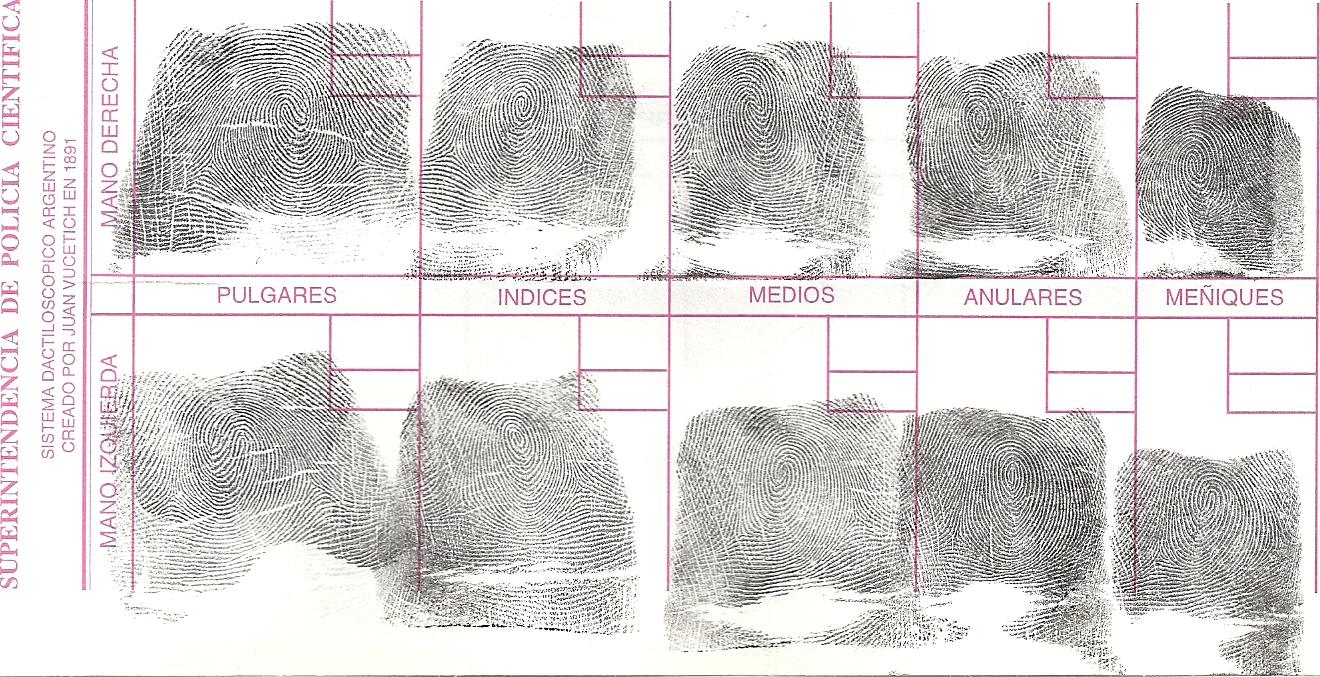
Listagem feminino decadactilar (vermelho) tomadas pela Polícia Federal Argentina

A lofoscopia é uma ciência que está integrada na área da medicina legal e ciências-forenses. Tem origem no grego: Lofos (crista) e Skopia (observar, examinar) e trata-se da ciência que estuda os desenhos dermopapilares formados nas zonas de frição da pele - extremidades dos dedos, palmas das mãos e plantas dos pés.Sendo estes traços característicos de cada pessoa, são utilizados na identificação médico-legal.
A lofoscopia assenta em 3 princípios fundamentais:
Perenidade - os desenhos dermopapilares são visíveis aproximadamente a partir do 4º mês de vida fetal e só desaparecem com a putrefação cadavérica
Imutabilidade - não mudam de forma ao longo da vida (exceto em acidentes profundos)
Diversidade - variam de dedo para dedo, palma para palma e planta para planta e ainda de pessoa para pessoa, não havendo assim desenhos repetidos
De acordo com o local onde podem ser recolhidos, observados e examinados os desenhos dermopapilares, a lofoscopia divide-se em 3 áreas de estudo:
Dactiloscopia - estudo dos desenhos dermopapilares formados nos dedos
Quiroscopia - estudo dos desenhos dermopapilares formados nas palmas das mãos (ao contrário do que se pensa, quiroscopia não é o mesmo que quiromancia. Apesar de ambas as ciências estudarem as impressões das palmas das mãos, são utilizadas para diferentes fins. Enquanto que a quiromancia tem como objectivo a adivinhação, a quiroscopia tem um objectivo mais cientifico e exato, utilizando os "desenhos" palmares como um método de ajuda na identificação médico-legal de um cadáver.)
Pelmatoscopia - estudo dos desenhos dermopapilares formados nas plantas dos pés
Alguns autores consideram ainda, erradamente, a poroscopia (estudo minucioso dos poros), queiloscopia (estudo da mucosa externa dos lábios) e a palatoscopia (estudo das rugas presentes no palato).